# 인공호흡기

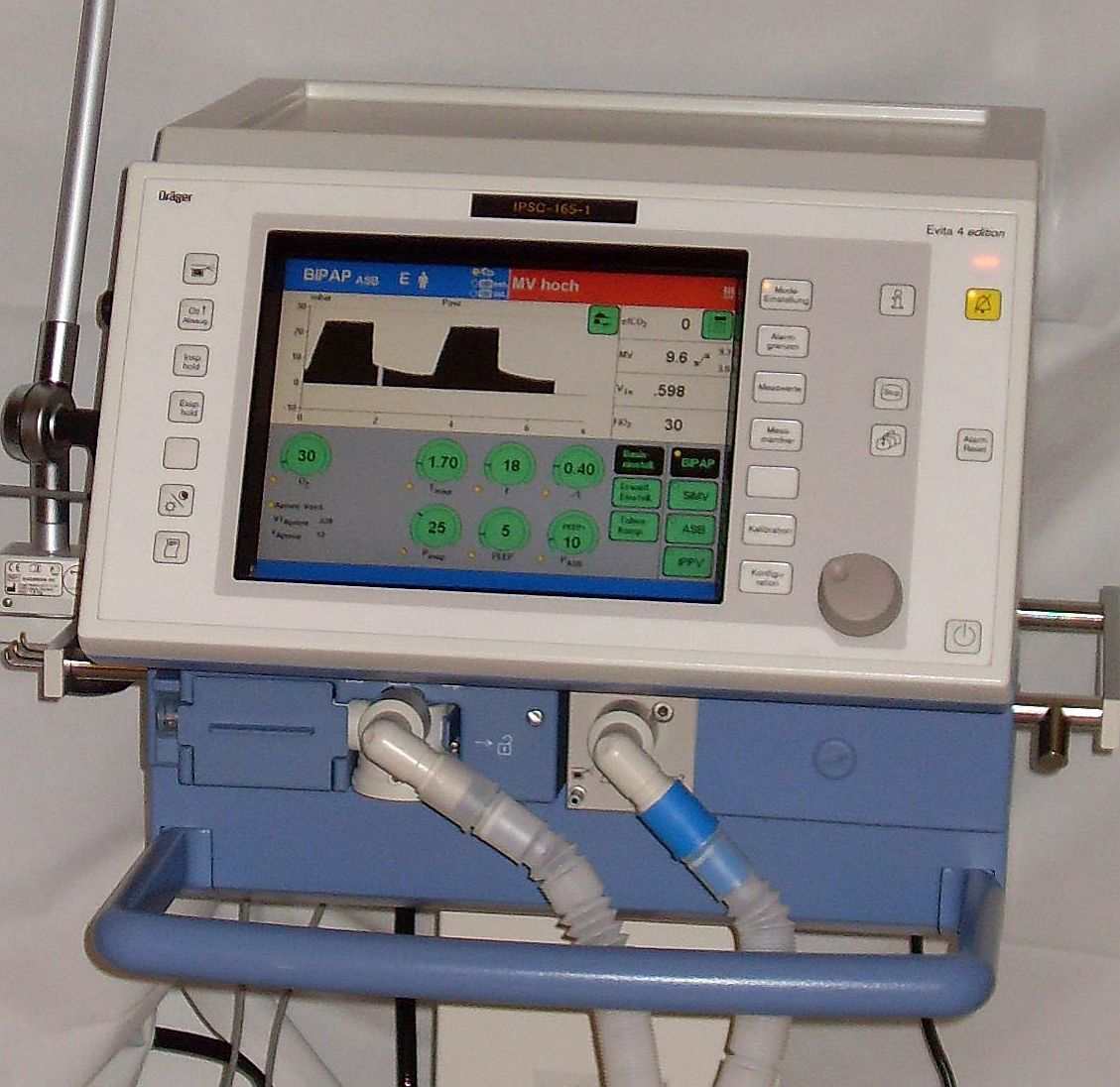
중환자실의 인공호흡기

인공호흡기(人工呼吸器, 영어: ventilator)는 호흡에 필요한 공기나 기체를 폐에 들어오고 나가도록 하여 인공적인 호흡조절(기계환기)을 할 수 있도록 만들어진 기계이다. 자발적으로 호흡을 할 수 없거나, 호흡이 불충분한 환자에게 인공호흡기를 적용할 수 있다. 인공호흡기는 주로 중환자 치료, 가정간호, 응급 치료, 마취 과정에서 사용될 수 있다. 인공호흡기를 사용 중인 환자는 기계호흡을 중지하고 자발적인 호흡으로 돌아갈 수 있도록 하는 것이 치료의 궁극적인 목표이다.

## 구조

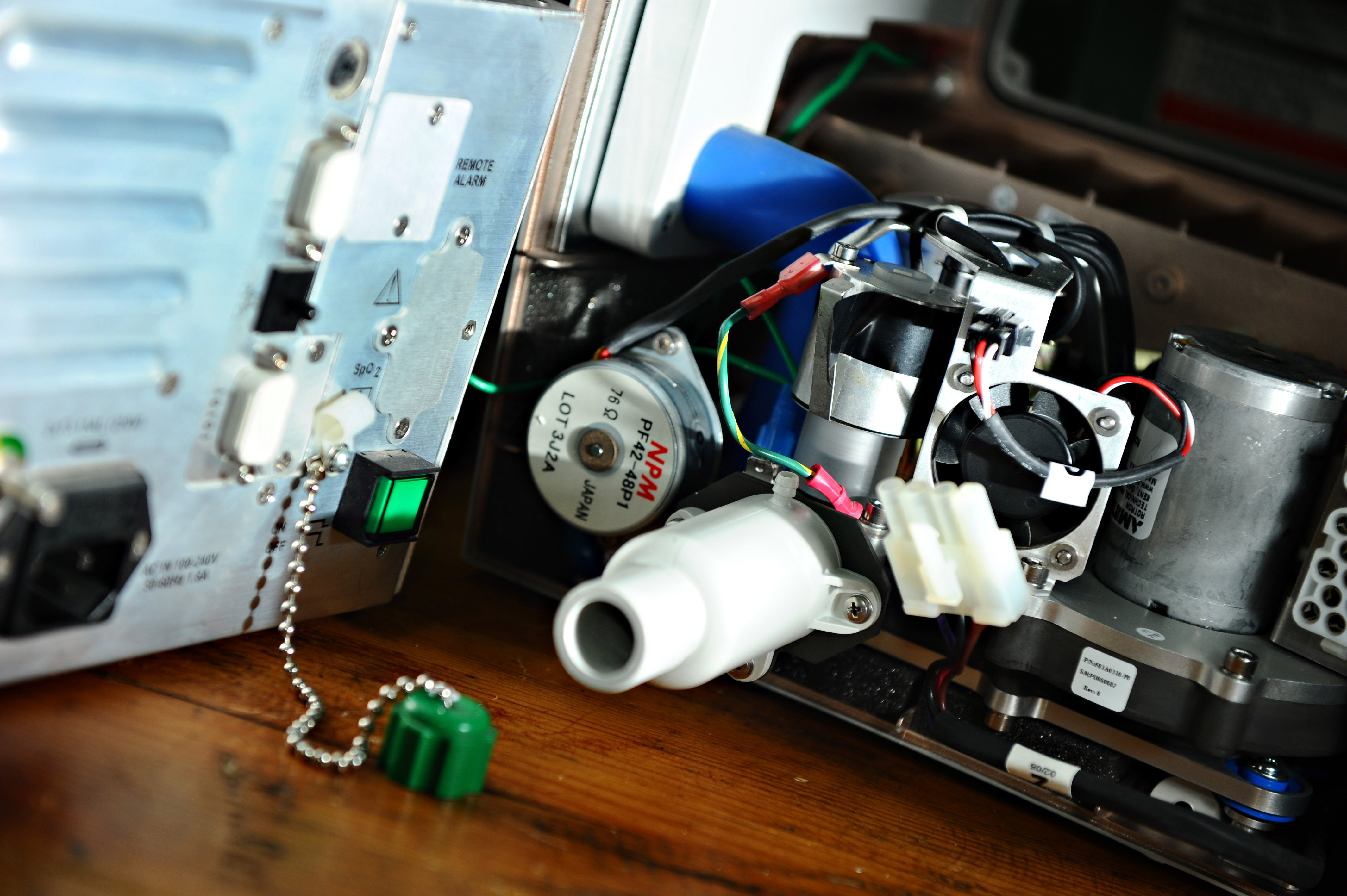
인공호흡기의 내부 구조

호흡을 보조할 수 있는 가장 간단한 기계장치는 인간의 손을 통해 움직이는 펌프 구조의 마스크일 것이다. 그러나 이러한 기구는 사용자가 수동으로 조작해야 하므로 인공호흡기의 범주에 포함되지 않는다. 사용자의 지속적인 조작 없이 안전하고 올바른 작동을 하기 위한 인공호흡기의 자동화 시스템에는 다음과 같은 세 가지 기본 구성 요소가 필요하다.
1. 장치를 구동하기 위한 적절한 에너지 공급 (예: 전기, 압축된 가스 등)
2. 호흡의 타이밍 및 크기를 조절하기 위해 압력 및 유속의 형태로 이루어지는 출력
3. 장치의 출력 성능과 환자의 상태를 모니터링하는 수단

인공호흡기를 구동하기 위한 에너지는 컴프레서를 활용하여 호흡에 필요한 압력을 생성한다. 가장 단순한 형태의 양압 환기 인공호흡기는 압축성 공기 저장소 혹은 터빈, 공기와 산소 공급기, 밸브, 관, 일회용 또는 재사용 가능한 환자 연결부위로 구성이 된다. 압축성 공기 저장소는 호흡에 필요한 기체를 전달하기 위해 분당 몇 번씩 압축한다. 이후 터빈이 공기를 인공호흡기에 넣어주고, 유량 조절 밸브가 설정 조건 및 환자의 상황에 따라 압력을 조절해준다. 외부 압력이 높아졌다가 낮아짐에 따라 폐의 탄력성에 의하여 환자가 숨을 내뱉는 호기를 하게 된다. 환자가 내쉬는 기체는 단방향 공기밸브를 통해 배출된다. 최근에는 압축 공기 시스템이 컴퓨터로 제어 가능한 터보 펌프로 대체되고 있다.
인공호흡기는 환자와 관련한 변수(예를 들어 압력, 부피, 유량), 기기 자체의 기능(예를 들어 공기의 누출, 전원 부족, 기계적인 고장), 배터리의 부족, 산소탱크, 원격 조정 등에 대한 모니터링 기능과 알림 기능을 가지고 있어야 한다. 임베디드 시스템을 이용하여 환자의 필요에 따른 정확한 압력과 유량 조절이 가능하다.

### 안전 필수 시스템
인공호흡기의 시스템 고장이 죽음을 초래할 수도 있기 때문에, 인공호흡기는 안전 필수 시스템(safety-critical system)으로 분류된다. 인공호흡기 시스템이 매우 믿을 만 한지 주의해야 할 필요가 있다. 전원 공급 대비를 하고 있는가 등을 확인해야 한다. 또한 인공호흡기는 고장이 발생하더라도 환자가 위험하지 않도록 신중하게 설계해야 한다. 전원이 부족할 경우에 수동 호흡을 가능하게 할 수 있는 백업 메커니즘을 가지고 있어야 한다. 안전 밸브는 질식 방지 밸브 같은 기능을 할 전력이 없는 경우에, 자발적으로 환자가 호흡할 수 있도록 한다. 몇몇 시스템들은 전력 부족의 경우나 넣어줄 공기 부족의 경우를 대비하여 압축된 공기 탱크, 공기 압축기, 여분의 배터리를 갖추고 있다. 또한 고장의 경우 도움을 요청할 수 있는 장치가 되어있다.

## 기능

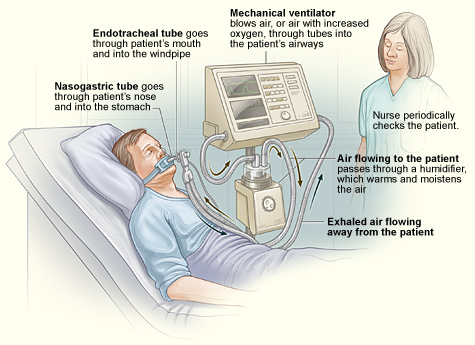
인공호흡기를 하고 있는 환자

인공호흡기를 통해 환자가 들이마실 기체의 조성을 결정한다. 일반 공기를 호흡할 지, 혹은 FiO2를 조절하여 산소의 양을 늘릴 지 결정할 수 있다. 기도압력(airway pressure, Paw), 용적(volume, V), 유량(flow, {\displaystyle {\dot {V}}}) 등을 설정할 수 있다.

## 역사
기계환기의 역사는 철폐의 도입과 함께 시작된다. 1670년에 존 메이요가 인체 외부에 음압을 걸어서 기계환기를 할 수 있다는 생각을 고안한 이래 철폐의 성능은 지속적으로 발전되어 왔다. 1928년의 Drinker respirator, 1931년 발표된 John Haven Emerson의 개량형 철폐, 1937년의 Both respirator 등의 철폐는 때맞춰 일어난 20세기 초 미국의 소아마비 유행과 함께 널리 사용되었다. 또한 소아마비 환자에게 다른 형태의 비침습적 기계환기 장치와 원시적인 양압환기 인공호흡기가 사용되었다.
1949년 John Haven Emerson은 하버드 대학교의 마취과학교실과 협력하여 마취를 위한 기계보조장치를 개발한다. 이러한 기계식 인공호흡기는 1950년대에 마취 및 집중 치료에 점점 더 많이 이용되었다. 소아마비 환자의 치료와 마취 중 근육 이완제의 사용 증가로 인해 인공호흡기의 발달이 촉진되었다.
영국에서는 East Radcliffe와 Beaver 모델 등의 초기 인공호흡기 모델이 있었으며, 특히 Beaver 모델은 폐를 팽창시키는 데 사용되는 부품을 구동하기 위해 자동차 와이퍼 모터를 사용했다. 전기 모터를 이용한 인공호흡기는 에테르 및 사이클로프로페인과 같은 가연성 마취제의 폭발 위험을 야기하기 때문에 위험성이 있었다. 1952년 런던 웨스트민스터 병원의 Roger Manley가 가스를 동력원으로 작동하는 인공호흡기를 개발하였고, 이는 유럽에서 가장 인기있는 모델이 되었다. 이 장치는 양압환기 기술을 주류 유럽 마취 관행에 도입하는데 큰 공을 세웠다. 미국에서는 Forrest Bird의 Bird Universal Medical Respirator가 1955년 출시되었고, 압축 공기를 동력원으로 이용한 방식이었기 때문에 전기가 필요하지 않았다.
이후 1971년 SERVO 900 인공호흡기가 개발되어 전 세계의 집중 치료 환경에 적용되었다. SERVO 900은 작고 조용하며 효과적인 전자 인공 호흡기였으며, SERVO 피드백 시스템을 통하여 인공호흡기의 설정 및 공급 조절을 제어할 수 있었다. 또한 최초로 용적조절환기를 적용할 수 있게 되었다.

## 같이 보기
- 인공호흡
- 기계환기
- 호흡치료
- 인공호흡기 유도 폐 손상
- 기흉
- 압력손상
- 인공호흡기 관련 폐렴